# Francis Acharya
Francis Mahieu Acharya (* 17. Januar 1912 in Ypern; † 31. Januar 2002 in Tiruvalla, Pathanamthitta, Indien) war ein belgisch-indischer Trappist, Abt und Klostergründer.

## Leben und Werk
Jean Richard Mahieu ging nach seinem Schulbesuch in Brüssel 1931 zum Studium nach England und wurde dort durch den Englandbesuch von Mahatma Gandhi auf die religiöse Kultur Indiens aufmerksam. Der Entschluss, im Anschluss an den Militärdienst in den Trappistenorden einzutreten, scheiterte 1932 am Veto des Vaters und konnte erst 1935 nach einer Audienz bei Papst Pius XI. in der Abtei Scourmont verwirklicht werden, wo er den Ordensnamen Franz (nach Franz von Assisi) annahm. Nach theologischen Studien in Rom und Löwen legte er 1940 die Feierliche Profess ab und wurde 1941 zum Priester geweiht. Das Kloster schickte ihn als Novizenmeister in die Trappistenabtei Caldey in Wales.
1955 ging er nach Indien, zunächst Bombay, und verbrachte ein Jahr in dem 1938 von Jules Monchanin (1895–1957) gegründeten benediktinischen Ashram („Meditationszentrum“) Saccidananda Ashram (auch: Shantivanam) in Tamil Nadu. 1956 wechselte er auf Einladung des Bischofs der Erzeparchie Tiruvalla nach Kerala und gründete 1958 zusammen mit Bede Griffiths den Kurisumala Ashram im Rahmen der syro-malankarischen katholischen Kirche. 1968 nahm er unter dem Namen Acharya („Lehrer“) die indische Staatsbürgerschaft an. 1998 wurde der Ashram als Abtei Kurisumala in den Trappistenorden eingegliedert und Francis Acharya zum ersten Abt geweiht. Er starb vier Jahre später im Alter von 90 Jahren.
Acharya übersetzte ins Englische das Messbuch des westsyrischen Ritus nach dem sog. Penqitho (auch: Fenqitho) von Mossul (1886–1896). Zusammen mit Monchanin, Griffiths und Henri Le Saux (auch: Abhishiktananda, 1910–1973) war er bedeutend für die Inkulturation des Christentums in Indien.

## Werke
- (Übersetzer) Prayer with the harp of the Spirit. The prayer of Asian churches, 4 Bde., Vagamon, Kurisumala Ashram, 1982–1986.
  - 1. A weekly celebration of the economy of salvation
  - 2. The crown of the year. Part 1.
  - 3. The crown of the year. Part 2.
  - 4. The crown of the year. Part 3.
- Yoga. Ein Weg zu Gott, hrsg. von Martin Kämpchen, München, Kösel, 1992.
- Cistercian Spirituality. An Ashram Perspective, Kalamazoo, Cistercian Publications 2011.